# Шпрокгефель
Шпрокгефель (нім. Sprockhövel) — місто в Німеччині, розташоване в землі Північний Рейн-Вестфалія. Підпорядковується адміністративному округу Арнсберг. Входить до складу району Еннепе-Рур.
Площа — 47,78 км2. Населення становить 24 702 ос. (станом на 31 грудня 2020).